# Skipjack
Skipjack je stejně jako Data Encryption Standard symetrická bloková šifra s 64bitovou délkou bloku, vyvinutá v Národní bezpečnostní agentuře (NSA). Délka klíče je 80 bitů. Šifrovací algoritmus byl zpočátku utajován a proto byl považován za nedůvěryhodný. Kvůli zvýšení důvěry nechala NSA algoritmus prověřit nezávislou komisí v roce 1993. Utajení algoritmu bylo zrušeno a algoritmus byl zveřejněn 24. června 1998.